# Calocheiridius libanoticus
Espèce
Calocheiridius libanoticus est une espèce de pseudoscorpions de la famille des Olpiidae.

## Distribution
Cette espèce se rencontre en Israël, au Liban, en Turquie, en Azerbaïdjan, en Grèce, en Italie et à Malte.

## Description
Calocheiridius libanoticus mesure de 1,5 à 1,7 mm.

## Étymologie
Son nom d'espèce lui a été donné en référence au lieu de sa découverte, le Liban.

## Publication originale
- Beier, 1955 : Über Pseudoscorpione aus Syrien und Palästina. Annalen des Naturhistorischen Museums in Wien, vol. 60, p. 212-219 (texte intégral).